# Eugenius Maurits van Savoye-Carignano
Eugenius Maurits van Savoye (Frans: Eugène-Maurice de Savoie-Carignan, Chambéry, 3 mei 1635 – Wua (Westfalen), 7 juni 1673) was graaf van Soissons en Dreux van 1656 tot zijn dood. Hij was een zoon van prins Thomas Frans van Savoye-Carignano en Maria van Bourbon-Soissons. 
Voorbestemd voor de geestelijkheid legde hij in 1656 zijn kerkelijke waardigheden neer en volgde zijn vader op als graaf van Soissons. Met de Vrede van de Pyreneeën (1659) beloonde Lodewijk XIV hem met het nieuw opgerichte hertogdom Carignan in Luxemburg, genoemd naar Carignano in Piëmont.
Hij huwde op 21 februari 1657 in Parijs met Olympia Mancini (1639 – 1708), nicht van kardinaal Mazarin, en begon een militaire loopbaan. Met zijn vrouw had hij de volgende kinderen:
- Lodewijk Thomas van Savoye-Carignan (1657 – 1702), graaf van Soissons; ∞ (1680) Uranie de la Cropte de Beauvais (1655 – 1717)
- Filips (6 april 1659 – Parijs, 4 oktober 1693), abt en ridder in de Orde van Malta
- Lodewijk Julius (Toulouse, 2 mei 1660 – Petronell, bij Wenen, 13 juli 1683), chevalier de Savoie genoemd, militair
- Emanuel Filibert (16 oktober 1662 – Turijn, 18 april 1676), graaf van Dreux 1674-1676
- Frans Eugenius (1663 – 1736)
- Maria Johanna Baptista (1 januari 1665 – Morges, 30 mei 1705), mademoiselle de Soissons genoemd
- Louise Filiberta (15 november 1667 – Turijn, 26 februari 1726), mademoiselle de Carignan genoemd
- Francisca (21 december 1668 – Parijs, 24 februari 1671), mademoiselle de Dreux genoemd

## Voorouders
| Voorouders van Eugenius Maurits van Savoye-Carignano (1635-1673) | Voorouders van Eugenius Maurits van Savoye-Carignano (1635-1673)                        | Voorouders van Eugenius Maurits van Savoye-Carignano (1635-1673)                        | Voorouders van Eugenius Maurits van Savoye-Carignano (1635-1673)                        | Voorouders van Eugenius Maurits van Savoye-Carignano (1635-1673)                        | Voorouders van Eugenius Maurits van Savoye-Carignano (1635-1673)                       | Voorouders van Eugenius Maurits van Savoye-Carignano (1635-1673)                       | Voorouders van Eugenius Maurits van Savoye-Carignano (1635-1673)                       | Voorouders van Eugenius Maurits van Savoye-Carignano (1635-1673)                       |
| ---------------------------------------------------------------- | --------------------------------------------------------------------------------------- | --------------------------------------------------------------------------------------- | --------------------------------------------------------------------------------------- | --------------------------------------------------------------------------------------- | -------------------------------------------------------------------------------------- | -------------------------------------------------------------------------------------- | -------------------------------------------------------------------------------------- | -------------------------------------------------------------------------------------- |
| Overgrootouders                                                  | Emanuel Filibert van Savoye (1528-1580) ∞ Margaretha van Valois (1523-1574)             | Emanuel Filibert van Savoye (1528-1580) ∞ Margaretha van Valois (1523-1574)             | Filips II van Spanje (1527-1598) ∞ 1559 Elisabeth van Valois (1545-1568)                | Filips II van Spanje (1527-1598) ∞ 1559 Elisabeth van Valois (1545-1568)                | Lodewijk I van Bourbon-Condé (1530-1569) ∞ Françoise van Orléans-Longueville (-)       | Lodewijk I van Bourbon-Condé (1530-1569) ∞ Françoise van Orléans-Longueville (-)       | Lodewijk van Montafié (-) ∞ Jeanne de Coesme (1560-1601)                               | Lodewijk van Montafié (-) ∞ Jeanne de Coesme (1560-1601)                               |
| Grootouders                                                      | Karel Emanuel I van Savoye (1562–1630) ∞ Catharina Michaella van Oostenrijk (1644–1724) | Karel Emanuel I van Savoye (1562–1630) ∞ Catharina Michaella van Oostenrijk (1644–1724) | Karel Emanuel I van Savoye (1562–1630) ∞ Catharina Michaella van Oostenrijk (1644–1724) | Karel Emanuel I van Savoye (1562–1630) ∞ Catharina Michaella van Oostenrijk (1644–1724) | Karel van Bourbon-Soissons (1566-1512) ∞ Anna van Montafié (1577-1644)                 | Karel van Bourbon-Soissons (1566-1512) ∞ Anna van Montafié (1577-1644)                 | Karel van Bourbon-Soissons (1566-1512) ∞ Anna van Montafié (1577-1644)                 | Karel van Bourbon-Soissons (1566-1512) ∞ Anna van Montafié (1577-1644)                 |
| Ouders                                                           | Thomas Frans van Savoye-Carignano (1596-1656) ∞ Maria van Bourbon-Soissons (1606–1692)  | Thomas Frans van Savoye-Carignano (1596-1656) ∞ Maria van Bourbon-Soissons (1606–1692)  | Thomas Frans van Savoye-Carignano (1596-1656) ∞ Maria van Bourbon-Soissons (1606–1692)  | Thomas Frans van Savoye-Carignano (1596-1656) ∞ Maria van Bourbon-Soissons (1606–1692)  | Thomas Frans van Savoye-Carignano (1596-1656) ∞ Maria van Bourbon-Soissons (1606–1692) | Thomas Frans van Savoye-Carignano (1596-1656) ∞ Maria van Bourbon-Soissons (1606–1692) | Thomas Frans van Savoye-Carignano (1596-1656) ∞ Maria van Bourbon-Soissons (1606–1692) | Thomas Frans van Savoye-Carignano (1596-1656) ∞ Maria van Bourbon-Soissons (1606–1692) |